# Cruz del Eje

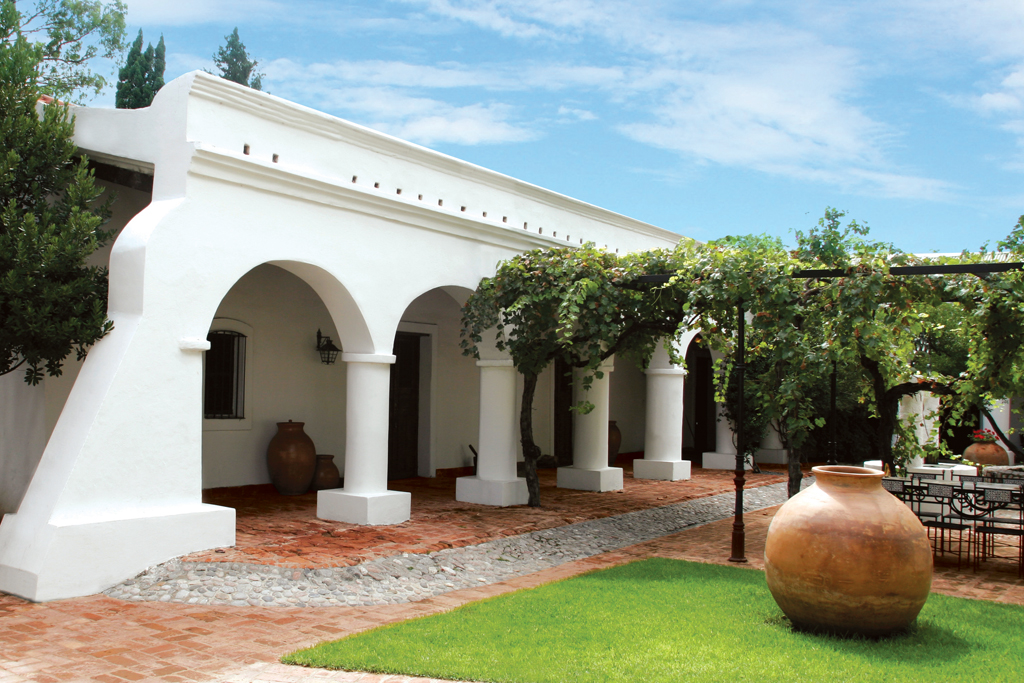
Pousada Estancia Siguiman, construída na segunda metade do século XVII.Cruz del Eje, Córdoba Province, Argentina

Cruz del Eje é um município da província de Córdova, na Argentina.